# Gigantoraptor
 Gigantoraptor  war ein theropoder Dinosaurier aus der Gruppe der Oviraptorosauria, der fossil aus der Oberkreide Chinas bekannt ist. Die einzige bekannte Art (Typusart) dieser Gattung, Gigantoraptor erlianensis, wurde 2007 erstbeschrieben. Gigantoraptor war mit einem geschätzten Gewicht von 1,4 Tonnen ein außergewöhnlich großer Vertreter der Oviraptorosauria, einer Gruppe vogelähnlicher, wahrscheinlich allesfressender Dinosaurier, deren Gewicht selten 40 Kilogramm überschritt. Innerhalb der Oviraptorosauria wird Gigantoraptor als basaler (ursprünglicher) Vertreter der Oviraptoridae geführt.

## Fund und Namensgebung
Das bisher einzige Exemplar wurde in Saihangaobi in der Inneren Mongolei entdeckt. Den ersten Knochen, ein Oberschenkelknochen (Femur), entdeckte der „Dinosaurierjäger“ Xing Xu im Jahr 2005 bei Dreharbeiten eines Dokumentarfilms über die Entdeckung eines vorherigen Fundes, eines Sauropoden. Als er das Fossil auflas, um die Entdeckung neuer Fossilien zu demonstrieren, dachte er, es handle sich um ein weiteres Fossil des Sauropoden – Minuten später wurde jedoch klar, dass es sich um den Knochen eines Theropoden handelte.
Stratigraphisch stammt der Fund aus der Iren-Dabasu-Formation (= Erlian-Formation). Das Absolutalter der Formation lässt sich jedoch nur näherungsweise bestimmen. Mikropaläontologische Vergleiche (Ostrakoden, Charophyten) mit anderen zentralasiatischen Sedimentbecken deuten eine Einstufung in das Campanium bis Maastrichtium an. Radiometrische Datierungen von detritischen Zirkonen aus der Formation lieferten Alter von 95,8 ± 6,2 Ma (Oberstes Cenomanium) und stehen nicht im Widerspruch zum mikropaläontologischen Befund, da sie lediglich ein Maximalalter angeben (eine Sedimentfolge kann nicht älter sein als das jüngste darin enthaltene detritische Mineralkorn).
Der Fund umfasst ein unvollständiges Skelett (Holotypus, Katalognummer LH V001), das aus einem nahezu vollständigen Unterkiefer, einem fast vollständigen rechten Schulterblatt (Scapula), dem Großteil der Arme, fast vollständigen Beinen, Beckenknochen (einem fast vollständigen Schambein sowie einem fragmentarischen Darmbein), den meisten Schwanzwirbeln und einigen präsakralen Wirbeln (Wirbel vor dem Kreuzbein) besteht. Gigantoraptor war der größte bekannte Theropode der Iren-Dabasu-Fauna und wird in der Größe nur von Sonidosaurus übertroffen, dem einzigen bekannten Sauropoden dieser Fauna.
Der Name Gigantoraptor bedeutet „gigantischer Räuber“ und spielt auf die Größe des Tieres an, während das Art-Epitheton erlianensis auf das Erlian-Becken verweist, wo das Skelett entdeckt wurde.

## Merkmale

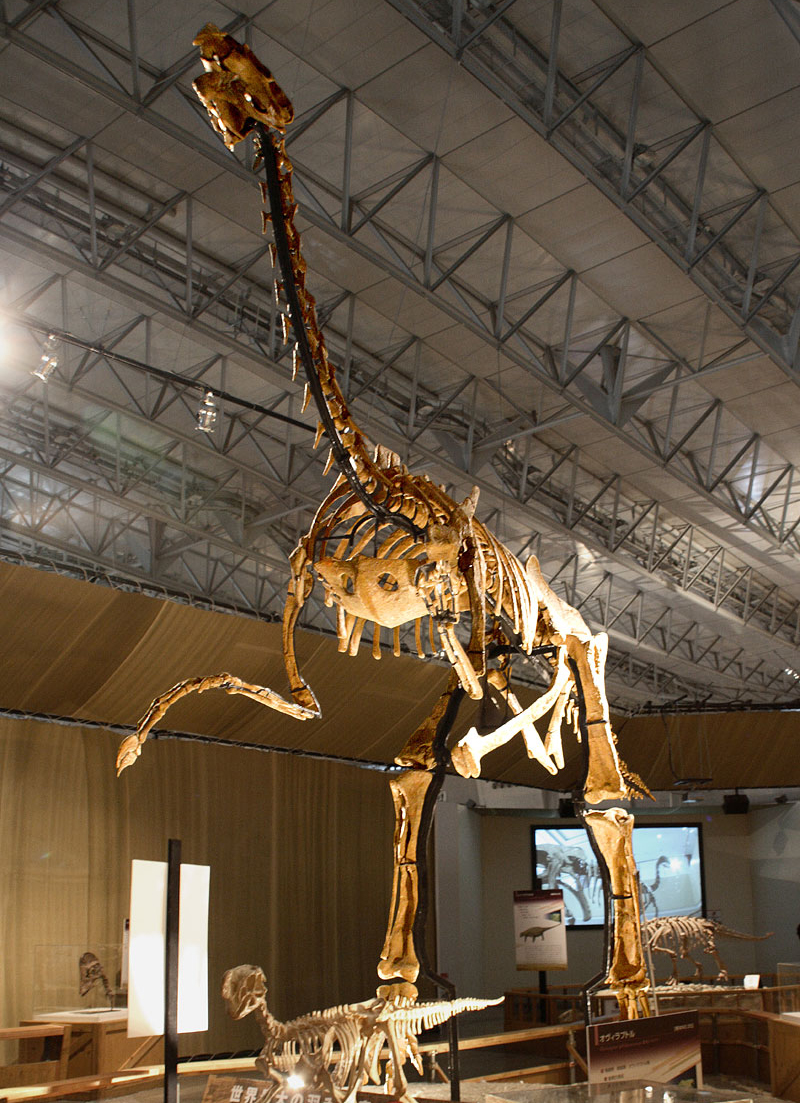
Skelettrekonstruktion

Gigantoraptor ist mit einer geschätzten Länge von 8 Metern und einer Hüfthöhe von 3,5 Metern der größte bekannte Oviraptorosaurier. Das Gewicht wird auf 1400 Kilogramm geschätzt – für diese Schätzung wurde eine Formel nach Anderson et al. (1985) verwendet: {\displaystyle {\text{Grammgewicht}}=0{,}16\cdot {\mathit {Cf}}^{2{,}73}}. Cf ist der minimale Umfang des Oberschenkelknochens (Femur) und liegt bei Gigantoraptor bei 349 mm. Wie alle Oviraptorosaurier hatte Gigantoraptor wahrscheinlich einen zahnlosen, tiefen Kiefer, der von einem Schnabel aus Horn überzogen war. Der gefundene Unterkiefer zeigt sowohl basale Merkmale früher Oviraptorosaurier als auch abgeleitete Merkmale spezialisierter Oviraptoriden. Die Unterkiefer waren von oben betrachtet U-förmig angeordnet und an der Nahtstelle (Symphyse) vollständig verschmolzen, sodass die Nahtstelle nicht erkennbar ist.
Die Schwanzwirbel waren wie bei anderen Oviraptorosauriern pneumatisiert, das heißt, mit Hohlräumen durchzogen. Gigantoraptor zeigte jedoch anders als andere Oviraptorosauria ein Paar von Öffnungen (Foramina) an den Seiten und eine große Öffnung an der Unterseite der Wirbelzentren der vorderen Schwanzwirbel. Die Wirbelzentren der hinteren Schwanzwirbel zeigten einen schwammartigen Aufbau, waren also mit vielen kleinen Kammern durchzogen – dieses Merkmal zeigt sich in ähnlicher Form auch bei den Titanosauria und war vermutlich eine Anpassung zur Gewichtsreduktion. Das Längenverhältnis der Beinknochen unterschied sich deutlich von anderen Theropoden ähnlicher Größe und wird als eine Anpassung an schnelles Laufen gedeutet.
Andere Merkmale von Gigantoraptor waren bisher bei Oviraptorosauriern unbekannt, tauchten jedoch bei späteren, abgeleiteteren Maniraptora auf. So war beispielsweise das distale Ende des Schulterblatts nicht verbreitert, die Arme waren verhältnismäßig lang und der erste Mittelhandknochen war klein und wies weniger als 1/3 der Länge des zweiten Mittelhandknochens auf.

## Paläobiologie

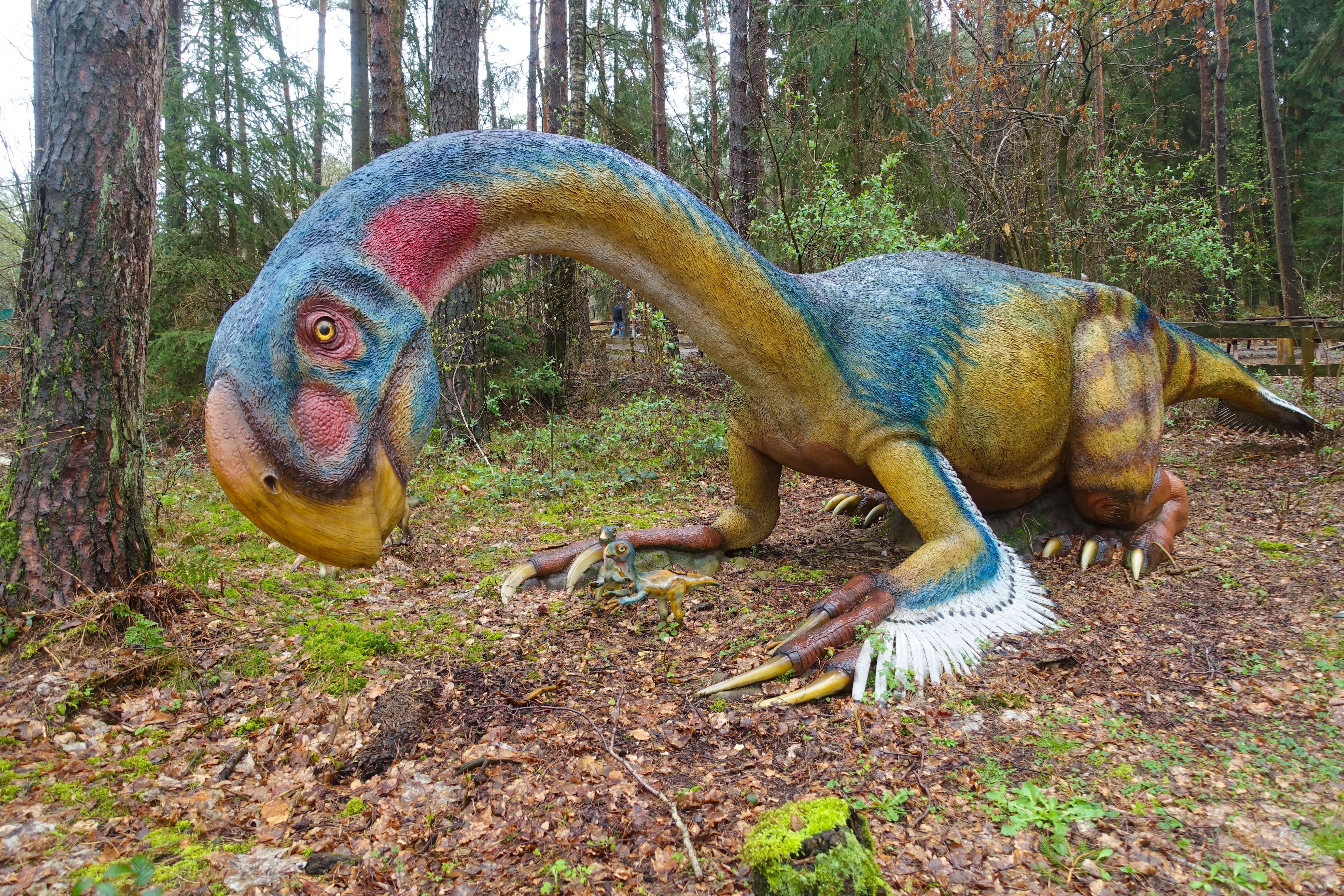
Lebendrekonstruktion eines brütenden Gigantoraptors im Dinosaurier-Park Münchehagen

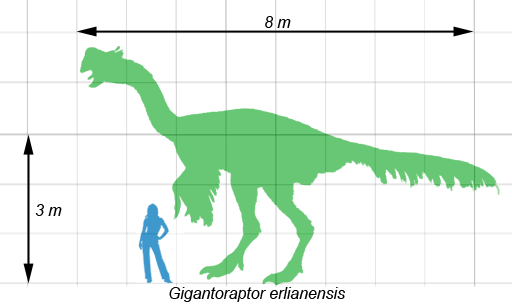
Gigantoraptor im Größenvergleich

Die Forscher fertigten einen Dünnschliff aus einer Probe des Wadenbeins (Fibula) an und untersuchten die Wachstumsringe dieses Knochens (Knochenhistologie). Durch die Anzahl der Wachstumsringe konnte ein wahrscheinliches Sterbealter von 11 Jahren für dieses Individuum festgestellt werden. Weitere Schlussfolgerungen können unter anderem aus den Abständen zwischen einzelnen Wachstumsringen gezogen werden: So befand sich das Tier wahrscheinlich in einem noch relativ frühen adulten (erwachsenen) Alter, was bedeuten würde, dass ein ausgewachsener Gigantoraptor ein noch höheres Gewicht als dieses ca. 1,4 Tonnen schwere Individuum erreicht haben könnte. Das Tier hat das frühe Erwachsenenalter wahrscheinlich mit 7 Jahren erreicht. Die Wachstumsrate von Gigantoraptor ist mit 128 bis 140 kg pro Jahr größer als bei den meisten anderen Theropoden, einschließlich der Tyrannosauriden.
Da basale Oviraptorosaurier wie Caudipteryx und Protarchaeopteryx gefiedert waren, wird angenommen, dass auch abgeleitete Oviraptorosaurier wie Gigantoraptor Federn besaßen. Gigantoraptor könnte die Federn jedoch sekundär verloren haben, da sie durch die enorme Größe des Tieres nicht mehr zur Wärmeisolierung benötigt wurden – analog zu heutigen unbehaarten Großsäugern wie den Elefanten. Die Forscher gehen jedoch davon aus, dass Gigantoraptor zumindest die langen Armfedern seiner Vorfahren zeigte, da diese nicht zur Wärmeisolierung Verwendung fanden: Basierend auf der vogelähnlichen Brutposition einiger Oviraptoriden, die samt Nest entdeckt wurden, gehen manche Forscher davon aus, dass die langen Armfedern zur Bebrütung der Eier benutzt wurden. Dennoch merken die Forscher an, dass weitere Nachweise aus dem Fossilbericht unerlässlich sind, um das Vorhandensein von Federn bei Gigantoraptor bestätigen zu können.